# ナンテン
ナンテン（南天、学名: Nandina domestica）は、メギ科ナンテン属の常緑低木で、1属1種の植物である。
中国原産で、日本には江戸期以前に伝わった。庭木として植えられ、冬に赤くて丸い実をつける。乾燥させた実は南天実（なんてんじつ）として咳止め伝統医薬とされる。

## 名称
和名ナンテンの由来は、中国語の音読み。「南天」は南天竺（なんてんじく）からの渡来の意味で、南天竺とも、南天燭（なんてんしょく）とも、南燭とも書く。漢名（中国植物名）は、冬に目立つ赤い果実から灯火を連想して南天燭、また葉や幹の姿が竹に似ることから南天竹（なんてんちく）と名付けられた。
3枚の葉が特徴的で、古い別名で「三枝」と書いてサエグサと読ませた、あるいはサエグサに「三枝」の字を当てたと和歌山県の博学者、南方熊楠が述べている。
学名の属名 Nandina は、和名のナンテンがそのまま訛って用いられた。英名の Sacred Bamboo （セイクレッド・バンブー）は、細い幹が株立ちしている様子からの連想、あるいは中国で「聖竹」ともいうところからの直訳とみられている。
学名の命名者は1781年に、スウェーデンの植物学者カール・ツンベルクによるものであるが、日本国外の植物学者で日本のナンテンを初めに知り、記録したのはドイツのエンゲルベルト・ケンペルであった。ケンペルはヨーロッパに日本を紹介した『日本誌』の原著者として知られる人物で、1690年（元禄3年）に来日して2年間滞在したが、ナンテンの記録は発表されなかった。1775年（安永4年）にスウェーデン人のツンベルクが、表向き当時認められていたオランダ人医師という名目で来日し、その後『日本植物誌』を出版した際にケンペルの記録と図を用いた。これが初めてヨーロッパにナンテンが紹介されたものとされている。

## 分布・生育地
日本では茨城県以西の本州・四国・九州の暖地、山地渓間に自生（古くに渡来した栽培種が野生化したものだとされている）し、観賞用に庭木としてや玄関前などに植えられるなど、栽培されている。
原産地（中国）のほか、中国南部からインドまで分布する。
山口県萩市川上の「川上のユズおよびナンテン自生地」は、国の天然記念物（1941年指定）。

## 特徴
常緑広葉樹の低木。樹高は1 - 3メートル (m) ぐらい、高いもので4 - 5 mほどになり、株立ちとなる。幹は叢生し、幹の先端にだけ葉が集まって付く独特の姿をしている。樹皮は褐色で縦に溝がある。
葉は互生し、3回3出羽状複葉で、小葉は広披針形で先端が少し突きだし、葉身は革質で深い緑色、ややつやがあり、葉縁は全縁。葉柄の基部は膨らみ、茎を抱く。羽軸、小羽軸に関節があり、園芸種では形や色に変化がある。秋になって葉が黄色、次いで朱色、そして紅色に染まったものも美しく、冬に葉が赤くなる品種もある。
花期は仲夏（6-7月）ごろ、茎の先端の葉の間から、円錐花序を上に伸ばし、6弁の白い花を多数つける。雄しべは黄色で6本、中央の雌しべには柱頭に紅色が差す。
果期は晩秋から初冬にかけて（11 - 12月）。ふつう赤朱色、ときに白色で、小球形の果実をつける。果実は初冬に熟し、果皮は薄く、破けやすい。実の白いものはシロミノナンテンという園芸種で、これもよく栽培されている。果実は鳥に食べられることで、種子が遠くに運ばれて分布を広げる。
冬芽は赤褐色で鞘状の葉柄基部に包まれているため、ほぼ直接見ることは出来ない。春になると、この葉柄基部が膨らんで、葉芽や花芽を伸ばしてくる。

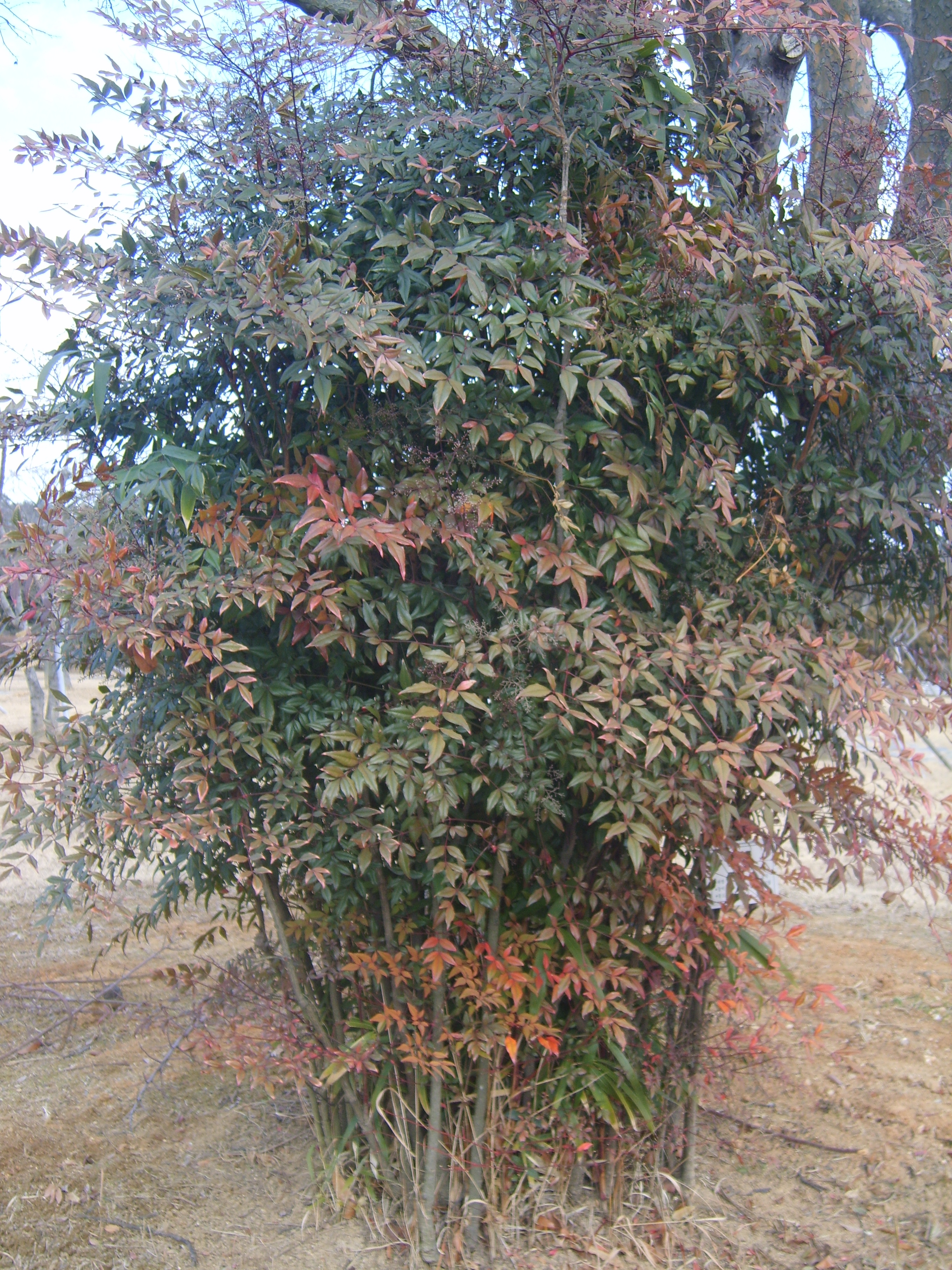
樹型、株立ちする
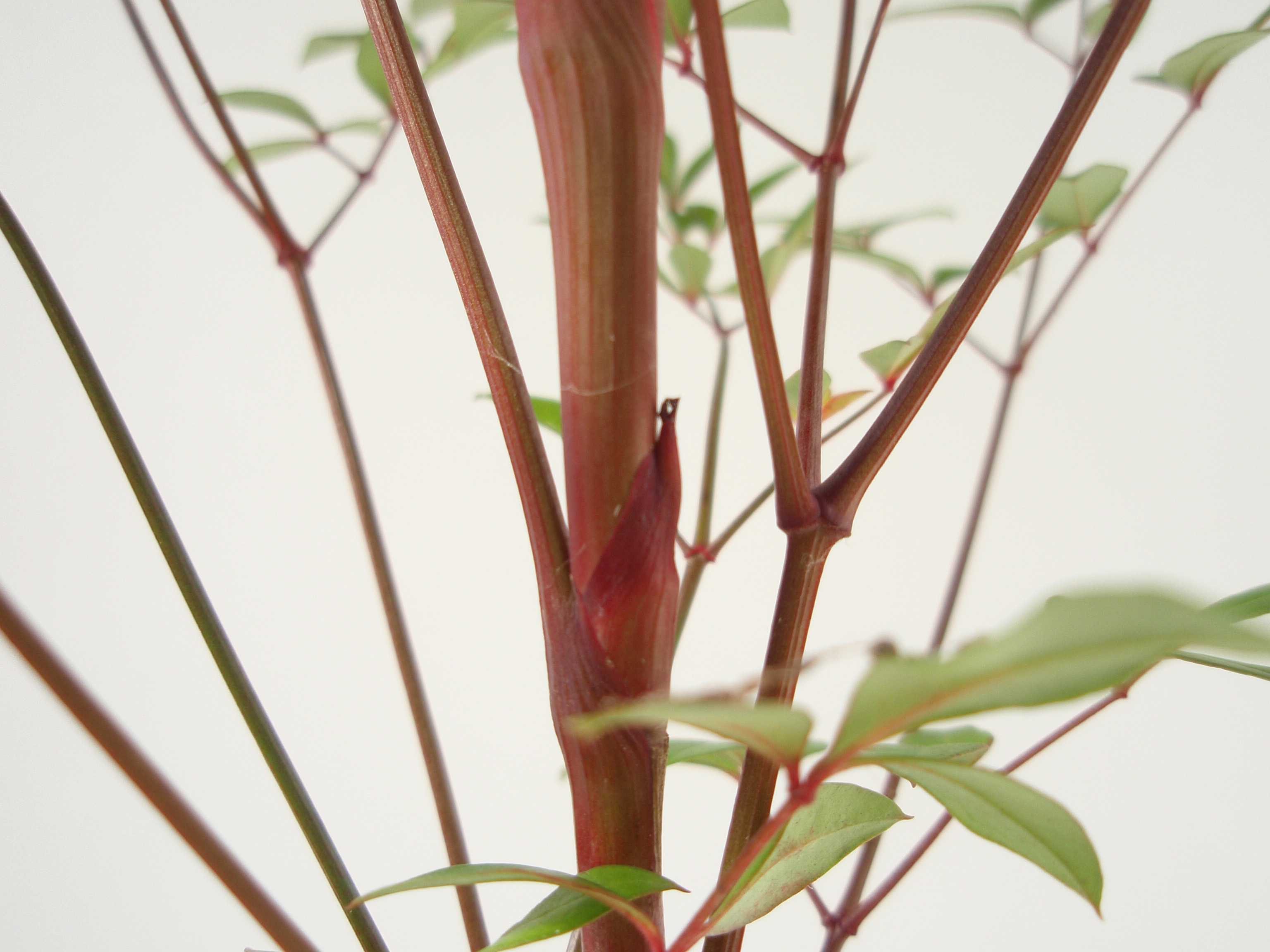
上部の幹
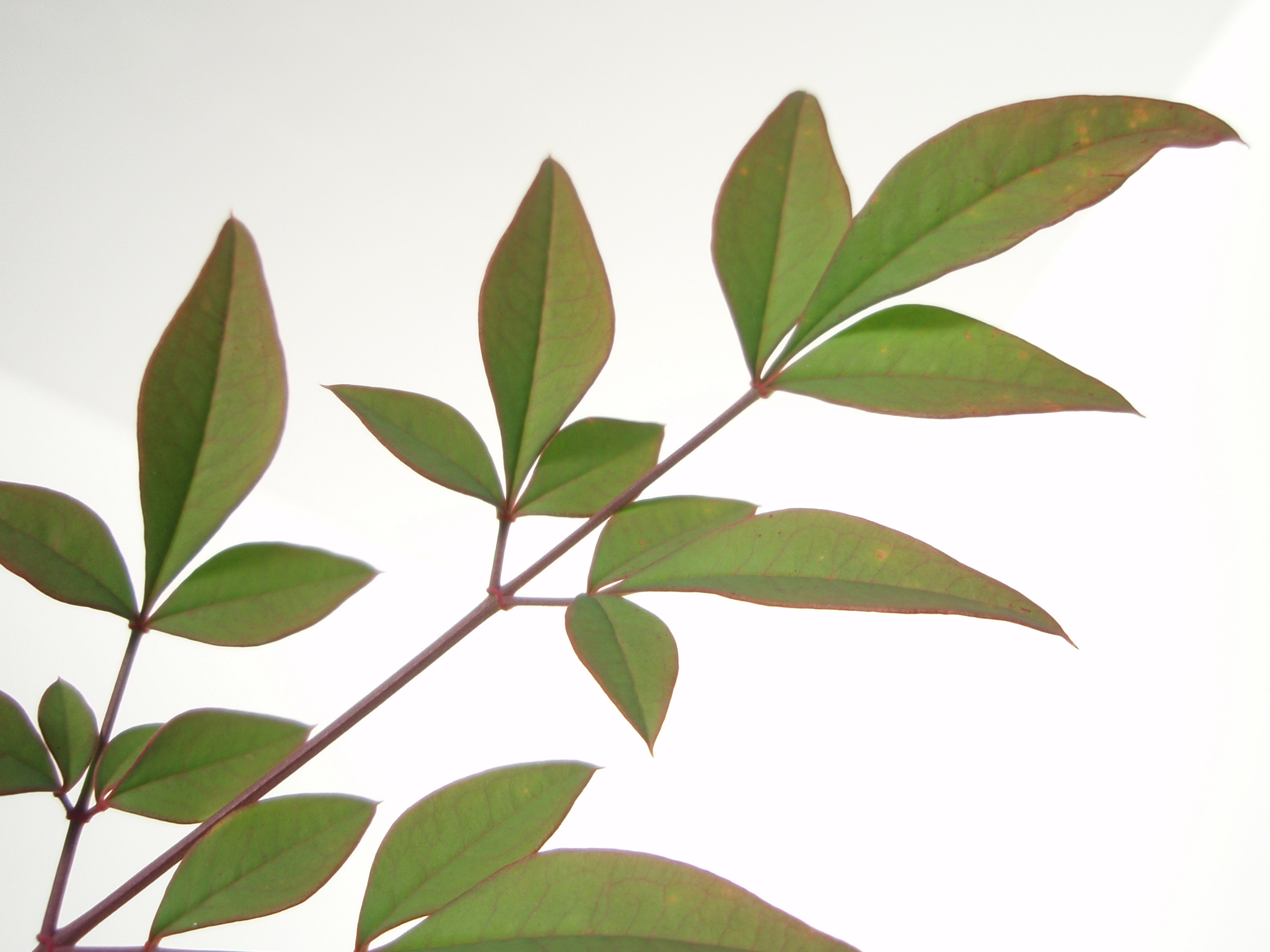
葉
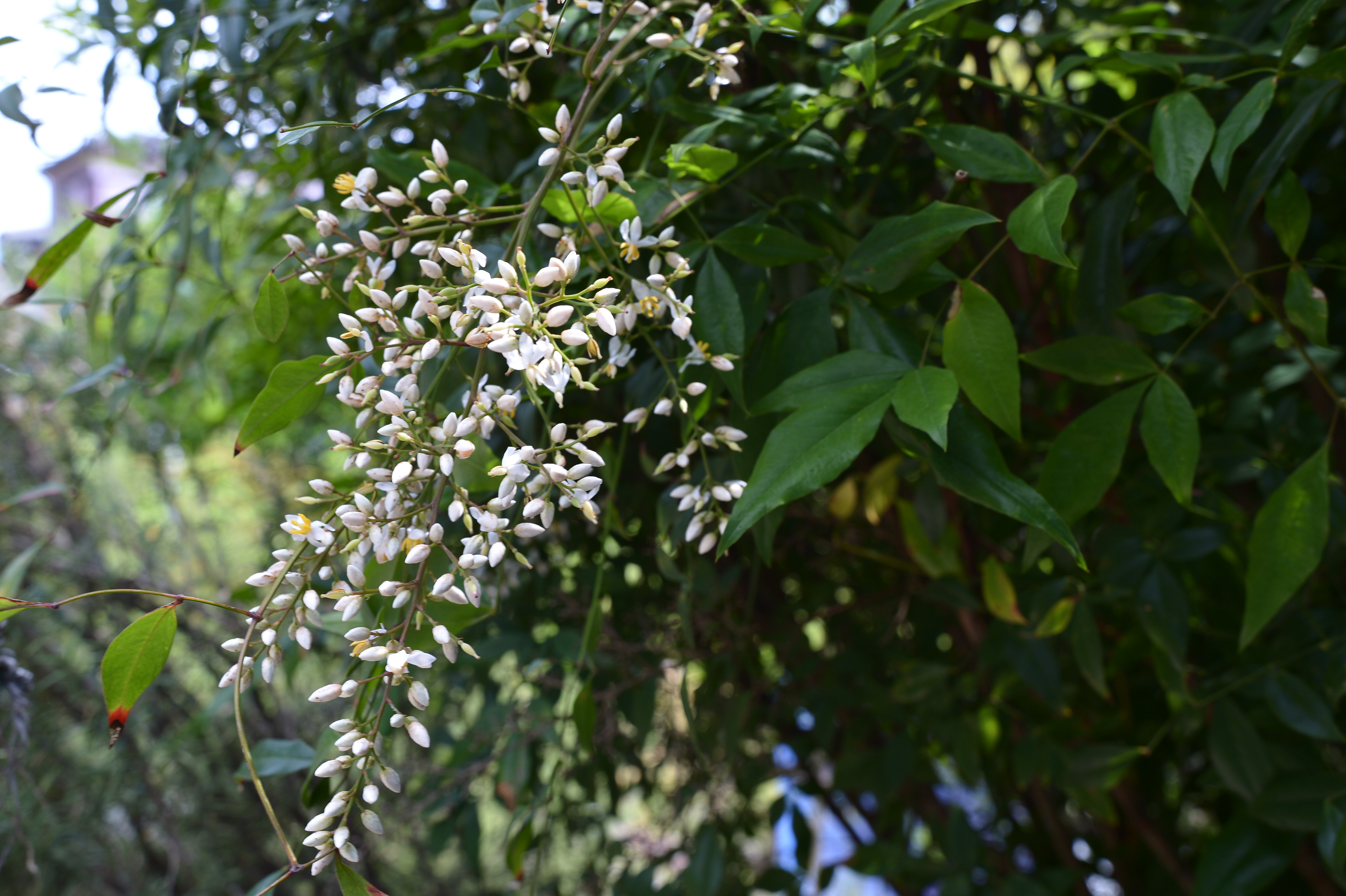
花
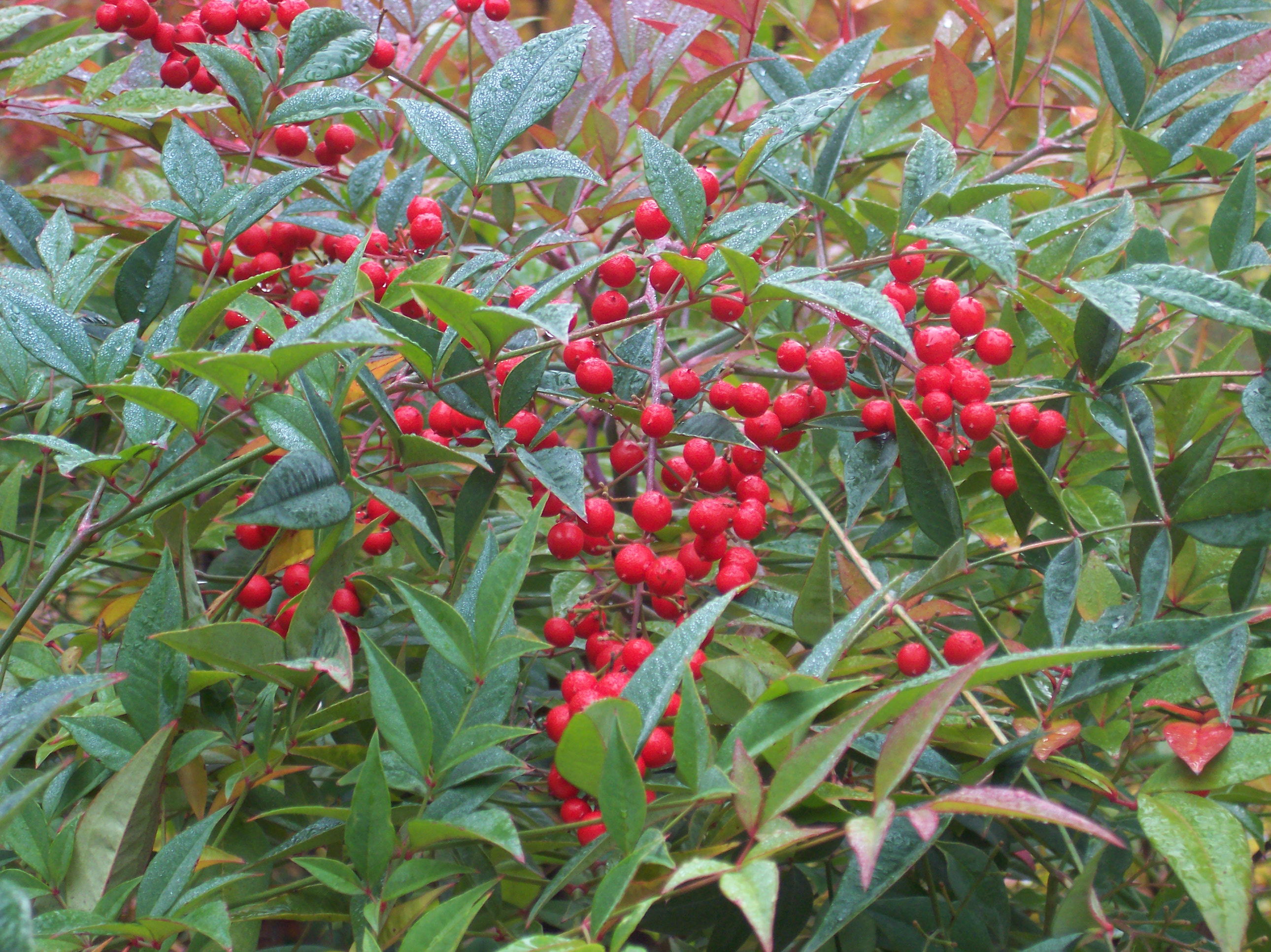
果実

## 利用
日本の庭木としては一般的で、住宅の庭や大きな庭園にも使われる。常緑の葉と赤い果実の色彩が妙で、冬の庭園に彩りを与えている。園芸種も豊富にある。生け花の花材としても用いられる。
乾燥させた実は薬用として用いられ、南天実（なんてんじつ）として咳止め伝統医薬とされる。成分はドメスチン、イソコリジン。和薬（局方外生薬規格）で漢方薬ではない。
平らに広がった複葉全体の感じが見栄えすることから、料理のあしらい、掻敷（かいしき）に好まれる。料理のあしらいに使われるのは、単に葉の美しさというだけに留まらず、笹の葉と同様に毒消しの意味が大きいとされる。
材質は堅硬だが生長が遅く太材が得られないため木材として流通することは少ない。しかし読みを「難転」「難を転じる」と解釈して縁起木とされて箸や杖が作られる。また塊根状の地下部分から茶入れ、棗など工芸品が作られる。
まれに大きく育った幹を床柱として使うことがあり、鹿苑寺（金閣寺）の茶室、柴又帝釈天の大客殿などで見られる。

### 栽培
日本の本州（関東以南）の寒冷地以外では露地植えできるため、庭木として庭先などでよく見られる。繁殖は挿し木で増やすことができ、春の萌芽前に挿すか、梅雨時期に株分けを行う。種子を採り蒔きすれば、容易に発芽する。
江戸時代に様々な葉変わり品種が選び出された園芸種が盛んに栽培された。古典園芸植物として現在も錦糸南天など一部が保存栽培されている。白い果実をつけるシロミナンテンは薬用に喜ばれ希少価値がある。
オタフクナンテン（葉がやや円形なのでオカメナンテンとも）は、葉が鮮やかなに紅葉しやすく実がつかないのが特徴で、高さも50cm程度しか伸びないことから庭園や街路樹としてよく用いられる。

### 薬用・実用
葉は、南天葉（なんてんよう）または南天竹葉（なんてんちくよう）という生薬で、健胃、解熱、鎮咳などの作用がある。葉に含まれるシアン化水素は猛毒であるが、含有量はわずかであるために危険性は殆どなく、食品の防腐に役立つ。このため、彩りも兼ねて弁当などに入れる。古くは薬用として下痢止め、あるいは吐剤として不消化物を食べたときに使うなどされた。熊本県旧飽田町(現熊本市南区)では、すり潰したナンテンの葉の汁を濾したものを小麦粉の生地に加えた麺料理「しるかえ」を作る。もっとも、これは薬用でなく、食あたりの「難を転ずる」というまじないの意味との説もあり、当初から、殺菌効果があると分かって赤飯に添えられたり、厠（手洗い）の近くに植えられたのかは定かではない。
実は、南天実（なんてんじつ）または南天竹子（なんてんちくし）といい、11 - 12月から翌2月にかけて実が成熟したときに、果穂ごと切り取って採取し、天日で乾燥して脱粒する。果実に含まれる成分としては、アルカロイドであるヒゲナミン・イソコリジン・ドメスチン（domesticine）・プロトピン・ナンテニン（nantenine：o- methyldomesticine）・ナンジニン（nandinine）・メチルドメスチンや、配糖体のナンジノシド（nandinoside）などの他、種子には脂肪油のリノール酸・オレイン酸・フィトステロールや、プロトピン、フマリン酸などが知られている。鎮咳作用をもつドメスチンは、温血動物に対して多量に摂取すると、大脳、呼吸中枢の麻痺作用があり、知覚や運動神経にも強い麻痺を引き起こすため、素人が安易に試すのは危険である。また、近年の研究でナンテニンに気管平滑筋を弛緩させる作用があることが分かった。また、ナンジノシドは抗アレルギー作用を持ち、これを元にして人工的に合成されたトラニラストが抗アレルギー薬及びケロイドの治療薬として実用化されている。脂肪油のリノール酸は、コレステロールの血管への沈着を防ぎ、動脈硬化の予防に役立つ。赤い実も白い実も成分は同じで、薬効は変わらない。
知覚神経の局所麻酔、運動神経の麻痺作用があることから、鎮咳に有効とされていて、民間療法では、咳、百日咳、二日酔いに南天の実1日量3 - 10グラムを、水400 - 500 ㏄で半量なるまで煎じ、3回に分けて服用する用法が知られている。ただし、ぜんそくの咳には南天実だけでは止められないので、専門医の指導で漢方薬を用いる必要がある。のどの渇き、黄色い痰の出る人に良いと言われているが、ナンテンは毒性も併せ持つため用量に注意が必要となり、また身体が冷える人への服用は禁忌とされている。扁桃炎や口内炎、のどの痛みには、うがい薬代わりに南天葉1日量10グラムを、水600 ccで煎じた液でうがいに用いる。湿疹には、葉を50グラムほどを布袋に入れて、浴湯料として風呂に入れる。かつて、民間では船酔いにナンテンの葉を噛んでいた。
毒成分ナンテニン、ナンジニン、メチルドメスチシン、プロトピン、イソコリジン、ドメスチシン、リノリン酸、オレイン酸
毒部位全株、葉、樹皮、実、新芽
毒症状痙攣、神経麻痺、呼吸麻痺

## 文化
「ナンテン」を「難転」すなわち「難を転ずる」とみて、縁起の良い木とされた。
花言葉も「福をなす」である。俳句では、南天の花は仲夏の季語、実は三冬の季語とされる。

### 縁起物として
「（難を転じて）福をもたらす、（災い転じて）福となす」と続けて、福寿草や葉牡丹と一緒に鉢植え（根を張るように）にしたものを、正月の飾り花として床の間に飾る習慣や、安産祈願の贈りものとされていた。
赤い色にも縁起が良く厄除けの力があると信じられ、江戸後期から慶事に用いるようになったという。
江戸期の百科事典『和漢三才図会』には「南天を庭に植えれば火災を避けられる」とあり、赤い実が逆に「火災除け」として玄関前に庭木として、縁起木として鬼門または裏鬼門に、あるいは便所のそばに「南天手水」と称し葉で手を清めるため植えられた。
南天の箸を使うと病気にならないという言い伝えがあり、幼児のお食い初めに使われるといわれる。贈答用の赤飯にナンテンの生葉を載せているのも、難転の縁起からきている。
邯鄲の枕は唐の沈既済の小説『枕中記』の故事の一つであるが、その枕はナンテンの材でつくったとされる。ここから枕の下にナンテンの葉を敷いて寝ると悪夢を払うという言い伝えがある。日本では床にナンテンを敷いて妊婦の安産を祈願したり、武士が出陣前に床に差して、戦の勝利を祈願するためにも使われた。

### 紋章
ナンテンの葉や実から図案化した紋章（家紋）は南天紋とよばれ、「丸と三枚葉南天」「三つわり南天」「三つ違い南天」「南天菱」「南天車」「三つ葉南天」などがある。

### その他
- 活け花などでは、ナンテンの実は長持ちし最後まで枝に残っている。このことから一部地方では、酒席に最後まで残って飲み続け、なかなか席を立とうとしない人々のことを「ナンテン組」という[23]。
- 1962年（昭和37年）2月20日発売の6円普通切手の意匠になった。
- 神奈川県松田町[24]、岐阜県坂祝町[25]の「町の木」に措定されている。